# Politica Serbiei

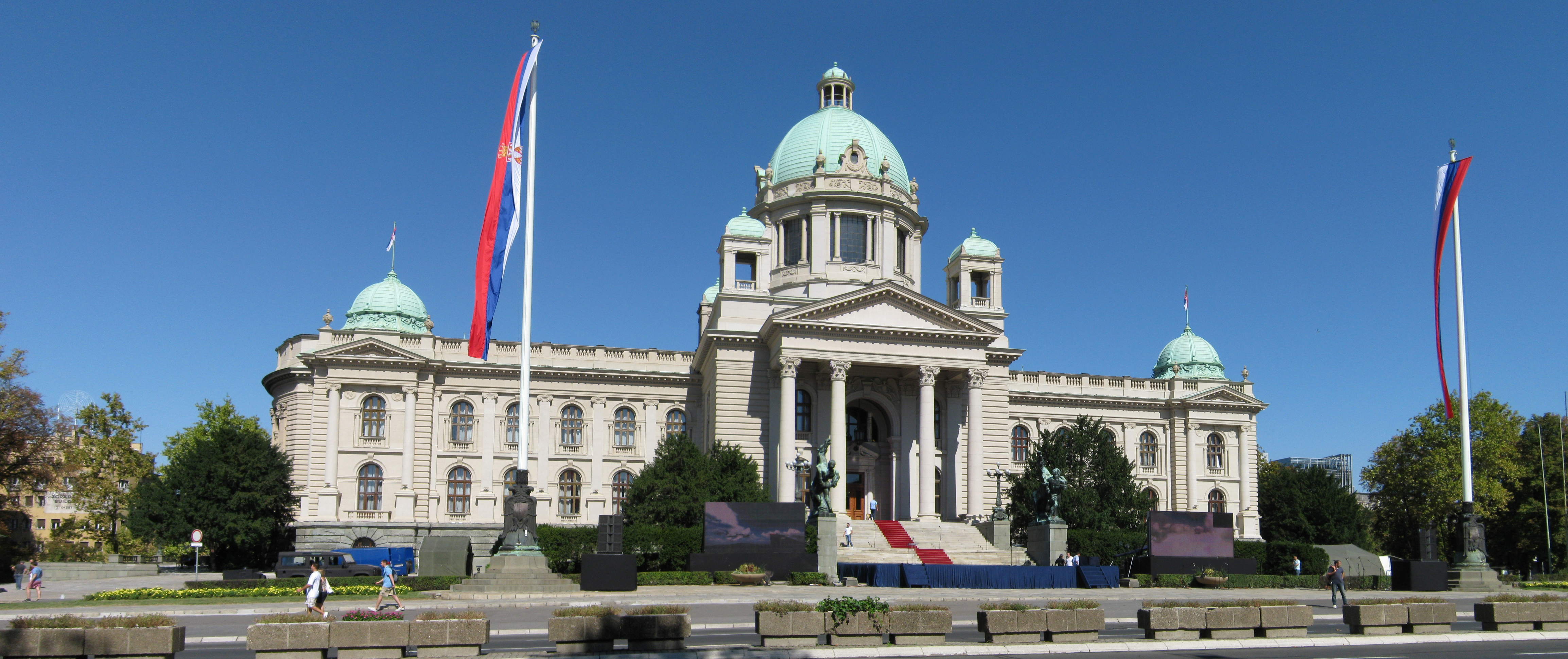
Parlamentul Serbiei

Politica Serbiei funcționează pe baza unui sistem de democrație parliamentară. Prim-ministrul este șeful guvernului, iar președintele este șeful statului. Serbia este o republică parlamentară compusă din trei ramuri: executivă, legislativă și judecătorească.

## Istoric
Pe data  de 4 februarie 2003 Parlamentul Republicii Federale Iugoslavia a consimțit o mai largă autonomie a celor două entități componente, Serbia și Muntenegru, în cadrul unui federații, cea a Serbiei și Muntenegrului.
După căderea lui Slobodan Milošević, pe 5 octombrie 2000, republica a fost guvernată de către Opoziția Democrată din Serbia. 
Gradual, tensiunile s-au acumulat în cadrul coaliției, sfârșind prin părăsirea acesteia de către  Partidul Democrat din Serbia (DSS), Partidul Democrat (DS) rămânând singur la guvernare. În anul 2004, DSS a câștigat alegerile parlamentare și a format noul guvern al Serbiei, împreună cu G17 Plus și coaliția SPO-NS. Guvernul are de asemenea sprijinul Partidul Socialist al Serbiei (SPS). Primul-ministru sârb este Ivica Dačić.
Președintele Serbiei a fost Boris Tadić, liderul partidului DS, ales cu 53% de voturi în turul al doilea al alegerilor prezidențiale ținute pe 27 iunie 2004.
În urma alegerilor din mai 2012, noul președinte ales al Serbiei este Tomislav Nikolić, care l-a înfrânt pe contracandidatul său, Boris Tadić. Boris Tadić a făcut tot posibilul pentru a rămâne la putere. Și-a dat demisia din funcția de președinte, pentru a se putea organiza alegeri anticipate, alegeri la care a candidat și el.
Tomislav Nikolić a câștigat mult prin politica sa de departizare a țării, astfel, după ce a devenit președintele Serbiei, s-a autosuspendat din partid, acesta nefiind la ora actuală membru al niciunui partid politic.
Partide politice: Partidul Democrat, Partidul Democrat din Serbia, Partidul Socialist etc.

## Vezi și
- Guvernul Serbiei